# Panorama Mountain Village

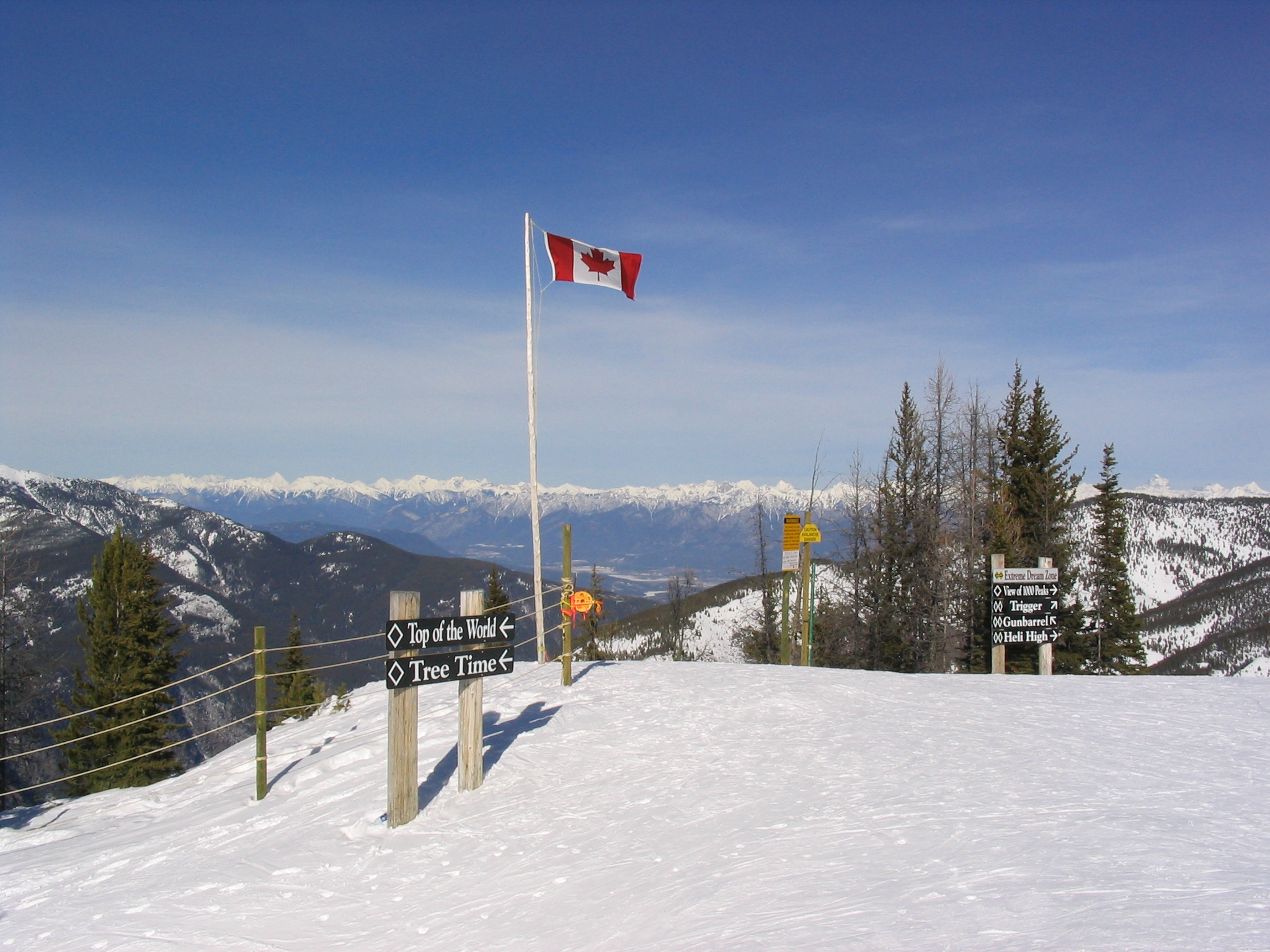
Panorama Mountain Village

Panorama Mountain Village, este un loc de schi alpin, iar vara de golf, situat în provincia canadiană Columbia Britanică. El se află amplasat în masivul Purcell Mountains, la ca. 150 km vest de Calgary, și aparține de Regional District of East Kootenay. În regiune se află peste 120 de pârtii de schi, amplasate la altitudini între 1160 și 2380 m. Pârtiile care au graduri diferite de dificultate, pot atinge o lungime de 5,5 km, la ele se poate ajunge printr-un sistem de lifturi. Cantitatea de precipitații atinge iarna, un strat de 5 m de zăpadă. La pârtiile de schi se poate ajunge din localitatea Invermere, British Columbia, situat la o distanță de 18 km.